# Officiel (hockey sur glace)
Pour les articles homonymes, voir Officiel.

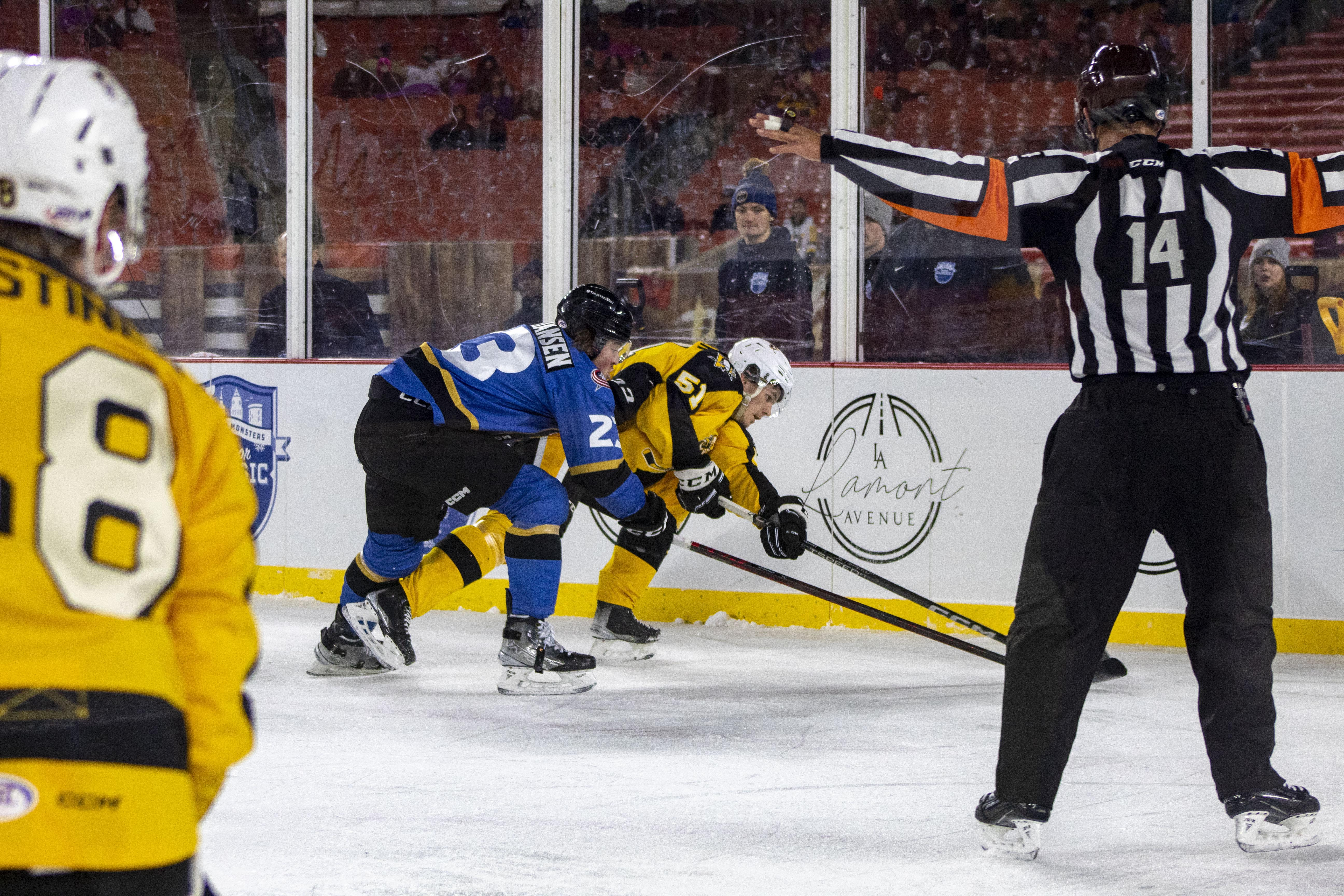
Match de hockey.

Outre les arbitres, un match de hockey sur glace nécessite un certain nombre d'officiels, qui n'ont pas d'impact direct sur le jeu. Ils remplissent des fonctions administratives et de conseil.

## Juge de but
Le juge de but détermine si un joueur a marqué un but en vérifiant si la palet (ou rondelle) a traversé complètement la ligne de but. Un juge de but est placé à l'extérieur de la patinoire, derrière chaque filet de but. Si la patinoire est équipée, le juge de but allume une lumière rouge derrière la cage en cas de but inscrit. Cet officiel agit uniquement comme conseiller. L'arbitre a seule autorité pour valider un but et peut passer outre l'avis d'un juge de but.

## Juge de but vidéo
Le juge de but vidéo visionne les images vidéo de buts contestés. L'arbitre n'ayant pas accès aux moniteurs vidéos, l'avis de ce juge n'est pas contestable. Dans la LNH, les buts peuvent être contestés uniquement dans les situations suivantes :
- but marqué juste avant la fin d'une période,
- but marqué juste avant un désoclement des cages,
- but marqué avec la main ou avec le pied,
- but marqué après une déviation par un arbitre,
- but marqué avec une crosse haute.

## Marqueur officiel
Il est chargé de l'enregistrement de la feuille de match, en notant les buts, assistances et pénalités. Il doit également obtenir la liste des joueurs avant le début du match. Il est généralement situé en hauteur par rapport à la patinoire.

## Officiels de pénalités
Présent dans chaque banc de pénalité, il autorise les joueurs pénalisés à quitter la prison à la fin de leur sanction.

## Chronométreur de jeu
Il contrôle tous les éléments temporels du match : début et fin des périodes, des pénalités et temps morts.

## Annonceur
Cet officiel informe le public des buts et assistances, de la fin des pénalités et de la dernière minute de chaque tiers-temps (les 2 dernières pour le troisième tiers-temps).